# アンパンマン (キャラクター)
アンパンマン（ラテン文字表記：Anpanman）は、やなせたかしの絵本『アンパンマン』およびその関連作品に登場する架空のキャラクターであり、これらの作品の主人公。
頭部があんパンでできている、空飛ぶ正義のヒーロー。アニメ版の声優は戸田恵子。

## 初出
アンパンマンとその作品としての『アンパンマン』は、PHP研究所が発行する青年向け雑誌『PHP』の通巻第257号に当たる、『こどものえほん』の1969年10月号（同年〈昭和44年〉10月1日刊行）に掲載された青年向け読物、やなせたかし（えと文）「アンパンマン」という形で初出した。この時期、やなせが『こどものえほん』のために執筆した読物は連載12本の短編で、「アンパンマン」はその6本目の作品だった。これら12篇は、株式会社山梨シルクセンター（※3年後、株式会社サンリオへ社名変更）より単行本『十二の真珠』名義で1970年（昭和45年）に刊行された。

初版から絵本として刊行されたものでは、フレーベル館の月刊絵本「キンダーおはなしえほん」シリーズの1作品として1973年（昭和48年）に発売された、やなせたかし『あんぱんまん』が最初だった。

映像としては、テレビアニメ『それいけ!アンパンマン』第1話「アンパンマン誕生」、1988年（昭和63年）10月3日放映回（関東エリア）にて初登場。

## キャラクター

### 基本情報
普段はパン工場でジャムおじさん達と共に暮らしている。パトロール中にひもじい者を見かけたら、あんパンでできた自分の顔を差し出す。
1969年（昭和44年）に最初にやなせが考えた「アンパンマン」（※上述参照）は、人間の姿をしていた。また、1973年（昭和48年）の作品集『アリスのさくらんぼ』の中の作品、「飛べ!アンパンマン」に登場するアンパンマンは頭がパンになっているものの、一人称は「おれ」であり、性格もニヒルなものである。1976年（昭和51年）の絵本『あんぱんまん』に出てくる「あんぱんまん」から、テレビアニメ『それいけ!アンパンマン』やその後のやなせの絵本作品に登場するキャラクターと同じ性格付けになっている。
アンパンマンの誕生日は、作者の誕生日と同じ2月6日だとされている。これはやなせが子供にアンパンマンの誕生日を訊かれて困ったときに自分の誕生日を言ったことに由来する。また、原型作品が発表された『PHP』誌が発行された10月1日、テレビアニメ放送開始日（第1話『アンパンマン誕生』）の10月3日を誕生日とする説もある。テレビアニメ第1話には3歳の誕生日を迎えるシーンがあるが、年齢に関しては、やなせ本人が「アンパンマンは架空の存在・フェアリーなので年齢はない」「アンパンマンワールドに年齢の概念は無い」という趣旨を述べている。また、アンパンマンへの質問に対して、年齢はないが、作品の誕生30年周年時に「あえていえば最初の絵本から数えると30歳」と答えている。

### 経歴
ジャムおじさんが作ったあんパンの種に空から降ってきたいのちの星が宿り、誕生した。その際に「ぼく、アンパンマンでちゅ。」と自ら名乗っている。また、裸体ではなく、ベビー服に小さなマントを着用していた。
ジャムおじさんによれば、幼少期の時点から飛ぶ力はあり余るほど備わっており、ジャムおじさん一人を持ち上げられる程度の力は既に身に付いていた。しかし、当初は上手く飛ぶことができずに悔しい思いをしていた。そんな時、「自分の力だけでなく風と仲良くするように飛ぶことが大事だ」とジャムおじさんに教えられ、「次は上手に飛べるかもしれない」と希望を持って練習を積んだ結果、上手く飛べるようになった。崖から転落したジャムおじさん（※2009年〈平成21年〉8月28日放映のテレビアニメ第1000話『ぼく、アンパンマンです!』では、やなせうさぎ）を助けたことで人を助けることの意味を学び、森の中で泣いていためいけんチーズを救出したことでひもじい者の役に立つことを決心するようになった。
一人前のヒーローとして成長してからは、顔の材料も最上等のものが使われるようになり、バタコさんからは特製のマントをプレゼントされたため、それまでより高く遠くまで飛べるようになった。ばいきんまんと初めて出会い戦ったのはその直後の出来事だが、のちのエピソードでは幼少の頃から既に戦っていたという設定になっている。

### 生活・仕事
困っている人やお腹を空かせた人がいないかパトロールしたり、パン工場のパンを町中に届けたりするのが毎日の仕事。仲間のしょくぱんまんやカレーパンマンらと共にパトロール活動をすることもある。時々休暇を取るジャムおじさん やバタコさん、不定期でパン工場へ手伝いにやって来るメロンパンナやクリームパンダと違い、アンパンマンには休日がない。雨天でも潜水服のヘルメットのような透明の防水具を被ってパトロールに出掛ける。パン工場への出入りはたいてい煙突を使用している。
クリスマスイベントやキャンプがあっても、基本パトロールに勤しむ。群衆の遊びや踊りの輪に加わることはほとんどなく、ジャムおじさんらと一緒に傍観していることが多い。カレーパンマンは子供達と遊ぶ描写が多いが、アンパンマンはあくまでも付き添いという立場でいる。
自らは飲み食いせず、みんなが食事をしているときも傍観者でいる。これには「自身を食事として差し出す役目があるから」「頭の中のあんこをエネルギー源にするため、食事の必要がない。」「体と頭が繋がっていないために食道もなく、飲食ができない」などの説がある。だが、バースデーケーキを食べたり、他の者と同じようにパンを取ったり、自分の席の前にも配膳されたりと、ごく稀に食事の描写が見られること（アニメ初期のみ）から、飲食が出来ないというわけではない模様。また、小象のジャンボが果物を顔の欠けたアンパンマンに食べさせようと考えたり、カレーパンマンが甘いアンパンマンに「カレーを食べさせてやろうか」と言ったこともある。ほかにも、ばいきんまんがアンパンマンに変装して飲食する場面も存在する。
睡眠は必要としていて、あくびをしたり、パン工場の個室で休んだりする描写がある。しかし、遠くまでパトロールをして朝帰りしたり、困っているゲストキャラクターを助けるためや、アンパンマン号の操縦のために徹夜することもある。ただし、排泄や入浴はしない。

### 外見
頭部はあんパンでできている。あんパンの餡で最も一般的なのはこし餡（こしあん）と粒餡（つぶあん）だが、原作者やなせは、アンパンマンの餡は粒餡だと言った。その理由としては、自分が好きなのが粒餡だから、そして、粒餡の形状を脳みそに見立てたのだという。また、やなせと一緒に仕事をしていた永六輔が「こしあんが好きだから（アンパンマンの顔も）こしあんだ」と言うと、やなせは「絶対に粒あんだ」と言って譲らなかったらしい。その理由は、「沢山の人がいて一つのことができるように、あんこも沢山の粒がないと成り立たない。こしあんだと一粒一粒が残らない。」というものだった）。なお、本項では「頭部」「頭」と呼んでいるが、作品『アンパンマン』では、古いものから新しいものに取り換えられるこのような頭部を「顔」と呼んでおり、新しく用意された頭部（改めて作られたあんパン）のことを「新しい顔」と表現している。
茶色のマントを着用しており、これで空を飛ぶことができる。飛行に制限はなく、宇宙まで飛んでいったこともある。また、マントの上に誰かを乗せた状態でも飛ぶことも可能。このマントはバタコさんが縫っており、破れると飛べなくなる。基本的には同じものを何度も縫い直しているようで、近くでよく見ると継ぎ接ぎの跡がみられる。ただし、破れたり焼け焦げたりしたマントを新しい物と完全に取り換えることもある。
体の構造は不明。「身体はない」という説もある。ただし、「アンパンマンはパンの妖精（のような存在）なので、体が何でできているのかは分からない。」という設定は存在する。やなせは生まれた時の裸体を一度だけ描いたことがある。前述のとおり、飲食をしないが、かつては歯が生えている描写があり、はみがきまんが登場する話では歯磨きをしていた。また、涙や汗を流すことが稀にあり、それが原因で力が半減したこともある。
また、目には見えないが、アンパンマンの体には前述の「いのちの星」が溶け込んでいる。いのちの星がないと復活することができず、映画『いのちの星のドーリィ』では死亡する描写がある。ほかにも火事や雪崩などに巻き込まれた際に生死不明となったことがあるが、いずれも最終的には星の力によって復活している。
赤を基調とした服の真ん中にニコちゃんマークを付けている。黄色い手袋をしている。初期は時々五本指が描かれていたが、その後、常にボール状に描かれるようになった。履いているブーツも色は黄色。
寝るときはパジャマに着替え、ナイトキャップをかぶってベッドで寝ることがあるが、昼間と同じ格好のまま寝ている（マントを除く）時もある。演劇に出演する時をはじめ、浴衣 やタキシード など、他の衣服を着ることもあるほか、服が洗濯中の際にカレーパンマンの服を借りたこともある。

#### 顔
前述のように、本作で「顔」と呼ばれている頭部は、粒あんのあんパンでできている。これは食べることができ、お腹の空いた人に与えることができる。その味は口にした誰もが「おいしい」と声を揃えるほどの美味とのこと。このあんパンを人に食べさせてあげようとして拒まれることもあり、その際、カレーパンマンやみるくぼうやなど、他の者が代わりに助ける場合もあるが、その様子を見ても決して嫉妬することはない。
顔全てを与えることも可能で、絵本では自身の頭を近づけさせて、全て食べ尽くされて首なし状態のアンパンマンが描かれたこともあり、頭がなくても空も飛べるうえに話すこともできる。身体に最低限のエネルギーを蓄えておくことができる。しかし、首なしは残酷に見えるため、テレビアニメでは一部を与える表現に留めている。もっとも、映画『すくえ! ココリンと奇跡の星』では自分の顔を全て与えているシーンがある。この時は新しい顔をもらうまで全くしゃべらなかったため、意識があったかどうかは不明。絵本のアンパンマンは、死ぬほどお腹を空かせた者でなければ顔をあげなかったため、自らあんパンを食べに狙う者が現れると避けていた。また、テレビアニメでも、ばいきんまんの策略で、ぶたまんまん、アンコラ、なめくじらが襲ってきた時は顔をあげるのを嫌がっていた。手を使わずとも頭を速く何周も回すこともできる。
水に濡れる、カビや泥で汚れる、強い打撃で歪む、誰かに頭を与えたために欠けているなど、頭になんらかの異常を来した場合、つまり、食べられない状態になってあんパンとして駄目になったとき、力が出なくなる。また、ばいきんまんに騙されたさんかくまんに、顔の形を三角にされた時も力が出なくなった。また、そのように力が出なくなった際、目が「＋」のような形になる。
テレビアニメ初期では異常を来しても、ジャムおじさんに知らせずに自ら解決したことが多々あった。かびるんるんに全身を汚されてもアンパンチでばいきんまんを追い払ったことがある。海に落ちてもそのお蔭で目が醒めてあくびどりを助けたこともあった。テレビアニメでは、2000年（平成12年）以降、自ら「ジャムおじさんに知らせて」と言うことが多くなった。一方で、顔を汚されるもばいきんまんが勝手に退却したことや、顔が欠けたり歪んだりしていても他のキャラクターの援助によってそのままばいきんまんを撃退した例も稀にある。また、水中に潜っても、早めに上がればパワーダウンしなかったり、ずっと潜れば徐々にふやけてパワーダウンしたりしている。ばいきんまんがコンピューターで分析した結果、顔の3分の1を失うと力が65パーセントまで低下することが判明している。顔が汚れた状態で石化された時は、石化が解かれても顔は汚れたままになっている。また、顔に落書きされた場合でも力が出なくなってしまう。OVA『いっしょにおべんきょう 1 お花畑でおべんとう たのしいサイクリング』では、蜂に鼻を刺されて腫れ上がったことがあるが、この時は痛がっていただけで力が減少することはなかった。雨が降っている時や潜水する時は、顔が濡れないようにヘルメットを被っているが、ばいきんまんに壊されたり、ドキンちゃんに外されてしまうケースも多い。鼻の取り外しは可能だが、その場合も力は半減する。パンのため、誰かに頭を与えてあげて全く痛みはなく、「むしろ快感」だと答えたこともある。なお、かつては敵にやられて力が出ない状態になる展開がほぼ毎週・毎パートで見られたが、その割合は年を重ねるごとに減少していった。2020年（令和2年）時点では、1か月（8〜10パート）に1回程度という、むしろたまにしか見られないシーンになっている。
ジャムおじさんたちによって作られる新しい顔（頭）と交換することで「元気100倍」になり、再び活力が湧く。基本的に体がどのような状態でも顔さえ替えれば復活できるが、いのちの星が体から抜けている状態では復活できない。ばいきんまんの作ったプログラムが分析したところでは、顔を取り替えた直後は100パーセント以上の力を発揮する。このため、ばいきんまんはアンパンマンに新しい顔に取り替えられないように邪魔をすることも多い。顔が付け替えられる前にばいきんまんに弾かれてしまい、自分で探して付け替えたこともある。なお、顔の交換の際に弾き飛ばされた古い顔は自然消滅するが、珍しく古い顔が残っている描写もあった。敵の攻撃によって状態異常（動物や物体への強制変身、汚染や石化光線による固め）になっても、新しい顔と交換すると元の体に戻る、あるいは、石化・凍結・汚れなどといった身体の異常を弾き飛ばすこともある。しょくぱんまんやカレーパンマンより後から攻撃されても、最優先に彼の新しい顔が焼かれる。パン工場に行く間がない場合、どんぶりまんトリオの掃除機でカビを吸い取ったり、ひのたまこぞうやらーめんてんしに凍った顔を溶かしてもらったり、バケルくんやマシュマロさんに顔を丸くしてもらうなどして復活することもある。新しい顔は顔単体ではしゃべりだすことはなく、動いたりすることはできない。なお、新しい顔を投げるのは大半は、バタコさん、
めいけんチーズ、メロンパンナ、ゲストキャラクター が多いが、たまにジャムおじさん、カレーパンマン、しょくぱんまん、クリームパンダ、どんぶりまんトリオ、頼りになる味方、町の子供たち、敵キャラクターでもあるロールパンナ、ホラーマン が投げたこともある。そのほか、特殊な例では、1989年（平成元年）9月11日放送のテレビアニメ第48話Bパート「アンパンマンととぶ木馬」（※当初この回は最終回のエピソードとして放送される予定だった）ではばいきんまんが新しい顔を投げた。詳細は「ばいきんまん#アンパンマンとの関係」を参照のこと。
餡の代わりに、カレー、クリーム、栗餡（くりあん）を使ったり、パンの代わりに、饅頭、金太郎飴、パイ、メレンゲ、最中、中華まん、餅、素麺を使ったこともあるが（※『#変装と変身のバリエーション』節を参照のこと）、それでも本来の「元気100倍」には及ばないことが多かった（元気と勇気が3倍しか出ない、「元気100倍」ではなく「元気いっぱい」、「元気70倍」、元気ではなくパワー、甘さが「100倍」という表現もあった）。ただし、素材によってはその素材特有の特性（素麺なら滑りやすくなり、ばいきんまんのハサミ攻撃が通じにくくなるなど）が出る場合もある。また、その餡自体が「勇気の花」のジュースが混ぜられている特別製で、これが入っていないと本来の力は全く出ない。ジュースの入っていない極普通のアンパンでは「元気3倍」だった。一度だけ黄金の小麦を使った顔に取り替えたこともあるが、その時は普段を遙かに超えた「元気200倍」になった。

### 性格・好み
性格は誰にでも優しくお人好しで、この世界に住んでいる人みんなが好き。その性格上頑固な一面も持っており、物語によってはこの部分が強調されることがある。テレビアニメ初期はスキーができないばいきんまんをバカにするなど若干意地悪な描写があったが、その後、落ち着きのある礼儀正しいキャラクターに変わっていった。優しい性格ゆえに弱い者を庇うが、結果的にそれが甘やかしに繋がってしまうというところは短所とも言え、その点をジャムおじさんに指摘されたこともある。
太陽と譬えられるアンパンマンは夕焼け空や朝の空も好きだが、星空はそれらよりも好きらしい。心の中にあるいのちの星に勇気や元気が湧いて来るからとのこと。
極度の上がり症で、芝居は苦手としている。2011年（平成23年）7月の『1億人の大質問!?笑ってコラえて!』のスペシャルゲストクイズに出演した際も、自ら「スペシャルゲストさんからのスペシャルヒント」として、「人前では緊張してしまい、歩く時に右手と右足が一度に出てしまうことがある。」と語っている。このため、演劇や大勢の前でパフォーマンスをする時は、必ずと言っていいほどにしゃべり方が棒読みになってしまい、しらたまさん曰く「芝居に全く向いていない」とのこと。芝居に向いていない点は本人も自覚しており、演劇出演の誘いが来ても自ら断っている。同様に商売の口上も苦手。ただし、講談は非常にうまい。
恋愛は、正義の味方であるためか「みんなが好き」ということで、特定の人物だけを好きになったり、「友達」「他人」などと関係性に優劣をつけることは無いが、映画『勇気の花がひらくとき』の作中ではゲストのキララ姫を気にしている様子があり、好意を抱いていた。その後「みんなのことが好きだよ」とアンパンマンが言ったことでキララ姫は自分の勘違いで傷つくことになり、物語の終盤に大きく影響する。また、映画『すくえ! ココリンと奇跡の星』では、ばいきんまんに強制変身させられたココリンに対して「君は僕の大切な友達だ！」と言ったこともある。ばいきんまんを含め、特定の誰かを嫌いになったり蔑視したりすることは無いが、しらたまさんやドリアン王女などの押しの強い人物から、パトロールやパンの配達を口実に遠ざかろうとする描写はある。

#### 正義と本当の強さ
お腹を空かせて苦しんでいる者を助けるために飛んでいき、自らの顔のあんぱんを分け与える逆転しない正義がアンパンマンの一番の正義である。空腹以外でも困っている者を助けたり、悩みを持つ者の相談に乗ることも多く、それらの者達が笑顔になる事もアンパンマンの正義の一つである。
ばいきんまんやらくがきこぞう、ドキンちゃんと出会ってからは、度の過ぎた悪戯でみんなを困らせる者を注意したり、懲らしめたりすることもあるが、それは困っている人を助けるためである。
やなせは、「本当に戦うべき相手とは飢えや公害など」と語っている。そのため、原作絵本だけでなく、テレビアニメにおいても、アンパンマンがみんなを困らせる者を止めようと戦うシーンが描かれることがあってもそれが物語の主軸として扱われることはない。敵との戦いによって汚染・破壊された自然や町、建物を復元しようと協力したり、ジャムおじさん達と一緒にパンを配ったりしている描写が特徴である。
敵と味方、善と悪を明確にせず、目の前で困っている者を優先的に助けている。テレビアニメ第11話Aパート「アンパンマンとイタイノトンデケダケ」（1988年〈昭和63年〉12月12日）では、川で溺れたばいきんまんと子供達の食中毒を治すための「イタイノトンデケダケ」がそれぞれ別方向に流された際、悩んだ末に助けを求めたばいきんまんを救出していた。
前述の通りお人好しで、隙を突かれてダメージを受けてしまったり、ばいきんまんに利用されたりしてしまうことが多い。ばいきんまんやドクター・ヒヤリは、騒ぎを起こせば必ずアンパンマンが駆け付けに来ることを知っている。みんなを守るために弱くても戦う勇気が必ずあり、自らを盾にしてでも最後までみんなを守り続ける強い自己犠牲の心も持ち合わせている。特に、映画『いのちの星のドーリィ』、映画『シャボン玉のプルン』、映画『ブラックノーズと魔法の歌』など、21世紀以降の映画ではアンパンマンのこの部分が強調されて描かれている。
悪事を働くばいきんまんをアンパンチで懲らしめる姿を見て、良い者が悪者を徹底的にやっつけるスーパーヒーローと勘違いされ、弟子にして欲しいと頼まれることがある。地味な人助けを優先する彼に幻滅する者もいるが、そういった者も最後にはアンパンマンの愛と勇気を理解する。「正義の力は喧嘩のために用いるのではない」 という信念を持ち、「戦うのはみんなを守るため」、「困っているひとを助けているだけ」と発言するなど、アンパンマン自身、戦いが主ではないと思っている。
『アンパンマンのマーチ』の歌詞にあるように、誰かの夢を“守る”ことはあっても“叶える“ことはしない。夢に向かうも挫折してしまった者に顔（頭）を食べさせて力を与えたり、ばいきんまんの「アンパンマンをやっつける」という夢を保ち続けさせるために彼を悪い夢から覚まさせる などの活躍をしている。
アンパンマンにとっての「強さ」とは“愛”や“優しさ”、“本当の勇気”である。「世界最弱のヒーロー」 とも言われ、ひもじい人を助けたり、顔が濡れたりすれば力が出なくなってしまう（とは言え、昔に比べれば、力が出なくなってばいきんまんに追い詰められることも激減しており、弱さを見せる場面も少なくなっている。）。どんなに困難な状況でもくじけずに諦めずに戦おうとする。しかし、テレビアニメでは敵から逃げたり、そのまま動けなくなってしまい、ゲストキャラクターがピンチに陥ることも多い。

### ばいきんまんとの関係
ばいきんまんとは永遠に戦う宿命にある。みんなに迷惑をかけている時のばいきんまんには厳しいが、嫌っているわけではなく本当は仲良くしたいと思っている。テレビアニメ版のエンディングで一緒に体操を踊ったり、知育ビデオなどのOVA で敵対せず一緒に遊んだり勉強したり漫才のような掛け合いを見せたりなど、本編以外では仲良くしていることが多い。ばいきんまんをどう思っているかの質問へは「クラスメイトのような一種の仲間」「いたずらをしたらアンパンチでこらしめるけれどかといっていなくなればいいということではない。たとえば胃腸の中の善玉菌と悪玉菌のように。光と影のようにぼくたちはお互いがなくてはならない存在」と答えている。
テレビアニメ版に関しても、ばいきんまんがいたずらをしたり、食べ物を奪ったりなどして周りを困らせれば、彼の暴走を止めに入るシーンがある。説得しても聞き入れなければメカを壊したり、遠くへ飛ばしたり（バイキン城に送り還す場合とそうでない場合がある）、除菌したりする。謝罪、監禁、労働（主に片づけ）を強制することもあるが、最終的には彼を許し逃がすことが多く決して殺めることはしない。その理由として、「正義とは相手をやっつけることではないから」「ばいきんまんにはばいきんまんなりの正義を持っているかもしれないから」「正義とは簡単に逆転してしまうから」などが挙げられる。
ばいきんまんとの戦いは単純な“勧善懲悪”を描いているのではなく、“共生”をメッセージとしている。光と影、プラスとマイナス、理性と欲求…と、バランスを保とうとしている。ばいきんまんに顔を汚されたりして戦闘不能に陥ることもあるが新しい顔をもらったりして必ず復活する。武器を携帯せず素手で戦う姿勢は、どんな時も自分の力で困難を乗り越えていく姿を示している。そして、どんな相手でも徹底的に打ちのめさず、ばいきんまんの存在を完全になくすようなことはしない。
また、すなおとこやこおり鬼、スゴイゾウなどが襲ってきた場合、アンパンマンとばいきんまんは互いに争うことをしない。これは、“一大事に敵も味方もない”ことを両者が理解しているためである。
メディア専門家であるトーマス・へーレンは、『失楽園』（ジョン・ミルトン）、『フランケンシュタイン』（メアリー・シェリー）および『スタートレック』の中に、アンパンマンとばいきんまんに結びつくものがあると述べている。

### 言葉遣い
一人称は「ぼく」。二人称は誰に対しても「きみ」「きみたち」で、稀に「おまえ」「あなた」（主に目上の場合）と言うこともある。ジャムおじさんやバタコさんなどの目上の人には丁寧語で話す。
アンパンマンの台詞には下記のような言い回しが多い。
- 自己紹介をする時は、相手が幼い子供などの年下でも「ぼく、アンパンマンです」と丁寧語で名乗る。
- パトロールへ出掛ける時は、ジャムおじさんらに「それじゃ、ぼくはパトロールに行って来ます」と断りを入れる。
- パトロール中、特に非常事態などが見られなければ「困っている人はいないみたいだ」と見回しながら確認を取り、パン工場へ帰宅後ジャムおじさん達にもその旨を報告する。
- 新しい顔へ入れ替えてもらった時には「元気100倍、アンパンマン!」とポーズを取りながら言う（前述の通り、顔の材料によってこのセリフは変化する）。パン工場内で入れ替えてもらった時にもガッツポーズをしながら言うことがある（初期では『ありがとう、ジャムおじさん。何だか力が湧いて来ました!』などと言うパターンもあった）。アンパンマンを象徴する代表的なフレーズの一つでもあり、知育ビデオなどの派生作品の副題、アンパンマン関連の商品名やイベント名まであらゆる媒体で使用されている。
- ばいきんまんが悪事を働いている所へ駆け付けた際には、「やめるんだ、ばいきんまん!」と一喝する。悪事による被害の程度が重い場合は、「どうしてこんな酷いことをするんだ!」と問い詰めることもある。
- ばいきんまんがゲストキャラクターを人質に取ったり子供達の食べ物を強奪したりした時は「○○を放す（返す）んだ!」と要求する。これに対してばいきんまんは「離してもいいの？」などと言いながらゲストキャラクターをマジックハンドから落としたり投げ飛ばしたりすることもある。
- ゲストキャラクターを救出した時には、「もう大丈夫だよ」と安心させたり無事を確認したりする。
- 顔に異常をきたして力を奪われた時は、「顔が○○して力が出ない〜」（○○には「濡れて」や「汚れて」などの具体的な異常の状況が入る）というセリフが出る。そして、付近にゲストキャラクターがいる場合、「ジャムおじさんに知らせて…」と頼む（ゲストキャラクターが自らジャムおじさん達の助けを呼ぶ場合もある）。「顔が○○して力が…」や単に「力が出ない」などと省略されるケースもある。映画版では決して「力が出ない」とまでは言わないことに意味が込められており、続けて「僕は大丈夫だから早く逃げて」と発言し、顔に異常をきたす前と変わらず戦い続けることが多い（『夢猫の国のニャニィ』『シャボン玉のプルン』『ブラックノーズと魔法の歌』などが顕著である）。
- 顔を入れ替えて復活した後、ばいきんまんがまだ攻撃態勢を取っている場合、「もうやめるんだ、ばいきんまん!」「許さないぞ、ばいきんまん!」などと警告する。
- ブラックロールパンナや事前に悪事を働いていないばいきんまん、ばいきんまんに利用されている者達（ゴミラなど）に勝負を挑まれると「君とは戦いたくない!」と戦闘を拒む。
- アンパンマンの戦いをサポートしたり代わりに悪者と戦ったりしたゲストキャラクターに対しては、「今日は○○の大活躍でしたね」と褒めたり礼を言ったりする。

### 得意技

#### アンパンチとその派生技

「たたかうアンパンマン像」
香美市立やなせたかし記念館の前にある芝生広場に建つ、全高（基礎と台座を含む高さ）約3メートルの像で、その目線の先には彼よりさらに大きい全高7メートルのジャイアントだだんだん像がある。アンパンマン像はそちらに向けてアンパンチを繰り出す造形になっている。◇開館15周年を迎えた2011年（平成23年）、東日本大震災に傷めつけられたこの年の日本にあって、みんなの夢を守るために困難と戦うアンパンマンにメッセージを託して、原作者やなせたかし（92歳）が寄贈し、7月21日に設置された。

アンパンチ
アンパンマンの一番有名な得意技であるパンチ。主にばいきんまんなどの悪者を退けたり、バイキンメカや固い物を破壊したりする際に使われる。片腕を素早く振り回し力を貯めてパンチを繰り出すタイプと、片腕を後ろに引いて力を貯めてパンチを繰り出すタイプの2通りが存在するが、前者に関しては2010年以降では殆ど見かけなくなった。利き手に関しては不明。新しい顔に交換した後に繰り出すアンパンチは特に強力。テレビアニメで初めて披露したのは、1988年（昭和63年）10月10日放送の第2話Bパート「アンパンマンとカレーパンマン」で、ただし、退散させるためではなく、動きを止めるのが目的だった。第45話B「アンパンマンとモグラドン」（1989年〈平成元年〉8月21日）では、「トリプルパンチ」という3連続のアンパンチを喰らわせることもあった（後述のトリプルパンチとは別物）。アニメ初期は「アンパンマンパンチ」とも呼んでいる。子供達と放ったこと や、ばいきんまん達と放ったこともある。
テレビアニメと映画において、多くの放送回と作品で決め技として使われるが、必ず決め技に使われるというわけではなく、以下に挙げるような例外がある。なお、2回以上使うエピソードが稀にあり、とりわけ映画版では5回ほど使用している作品が多い。
映画版の敵やパワーアップしたばいきんまんに対しては、拳または全身を輝かせた渾身のアンパンチのほか、以下のような特別な力を得た派生形のアンパンチを放つこともある。
サンシャインアンパンチ
映画『てのひらを太陽に』で使用。ヤミラの剣の太陽の力を借りたアンパンチ。
ロケットアンパンチ
映画『勇気の花がひらくとき』で使用。宇宙空間から急降下し、摩擦熱と高速で威力を増したアンパンチ。
スクリューアンパンチ
映画『人魚姫のなみだ』、TV第1200話B「がいとうさんと約束のあかり」（2013年〈平成25年〉12月13日）で使用。回転力により威力を増したアンパンチ。
スーパーアンパンチ
映画『ゴミラの星』で使用。仲間の熱い気持ちを込めて炎を帯びるアンパンチ。
スターライトアンパンチ
映画『だだんだんとふたごの星』で使用。星の妖精とジャイアントだだんだんの力を借りて光に包まれ絶大な威力を誇るアンパンチ。
ソフトアンパンチ
映画『りんごぼうやとみんなの願い』で使用。
アンパンチスイ
TV第1083話B「ドキンちゃんとすいとうくん」（2011年〈平成23年〉6月3日）で使用。
ダブルパンチ
しょくぱんまん、カレーパンマン、メロンパンナ（TV『アンパンマンとマーマレードさん』）、ロールパンナ（TV『アンパンマンとブラックロールパンナ』）、あかちゃんまん（TV『あかちゃんまんとランドセル島』）など、パンチを得意とする者と同時にパンチを繰り出す技。なお「ダブルパンチ」の掛け声になったのは1996年（平成8年）以降でそれ以前は単に「アンパンチ」などの単独のパンチと同じ掛け声だった。
トリプルパンチ
しょくぱんまん、カレーパンマン（メロンパンナ、ロールパンナ）と3人で同時にパンチを放つ技。アンパンチが通用しないパワーアップしたバイキンメカをも打ち負かす強力な技である。映画版では敵に通用しない場合もある。また、飛ぶのに疲れたちびごんを助けるために彼にパンチしたこともある。捻りや回転を多く加えた「スペシャルトリプルパンチ」という強力版（映画『くろゆき姫とモテモテばいきんまん』など）もある。TV第107話「アンパンマンとなかゆび姫」（1990年〈平成2年〉11月5日）では「三色パンチ」と呼ばれていた。

#### その他の技
アンキック
近年では使用回数が多くなった強力なキック。決め技としてのほか、バイキンメカの武装を破壊する時や、ゲストキャラクター登場時にばいきんまんを懲らしめる際に多く使用される。木の枝などで反動をつけて威力を増すこともある（TV『さばくのアンパンマン』『かまめしどんとたけのこちゃん』など）。キックを得意とする者（しょくぱんまんやカレーパンマン、やきそばパンマンなど）と共に「ダブルキック」や「トリプルキック」（映画『すくえ!ココリンと奇跡の星』）を放つこともある。
ジャイアントスイング
バイキンUFOのマジックハンドや、だだんだんのアンテナなど、敵の体の一部（バイキンドラゴンの尾、かぜこんこんの長い鼻など）を掴んで振り回して遠くに投げ飛ばしてしまう。
回転攻撃
高速で回転して、黒雲を取り払ったり（氷の女王や化石の魔王と戦う時によく見られる）、竜巻や渦巻を発生させて攻撃する（TV『SLマンとつみきの城』等）。映画『人魚姫のなみだ』では、高速回転して渦巻きを起こし威力を増したアンパンチを放つ、「スクリューアンパンチ」という技を披露した。
放熱攻撃
顔や全身から熱を発して、悪者を懲らしめる。
映画『妖精リンリンのひみつ』では、氷の女王によって追い詰められた時に、全身から強烈な光を発して、熱に弱い氷の女王を撃退した。
テレビアニメ第454話Aパート「アンパンマンとグレートばいきんまん」（1997年〈平成9年〉11月28日）、同じ第718話Aパート「アンパンマンとホットサンドちゃん」（2003年〈平成15年〉8月29日）では、“いつも以上の焼きたての顔”を利用した高熱（特に前者は冷凍光線まで無効化している）で、バイキンメカを撃退している。
ショルダーアタック
肩を中心に体当たりする。こおりおにとの戦闘に使われた。
誘導飛行
相手を自分の思う方へ誘い出し、自滅させる方法。かぜこんこんの鼻、黒バラ女王の蔦（つた）、ミサイルなどの攻撃の際に使う。

## 変装と変身のバリエーション
変身は以下の通りいろんなやり方があるため、変身の記号は以下の通り。
○印は新しい顔によって変身した姿。
★印は新しい顔の外側の材料がパン以外の物または特別な材料で出来た物によって変身した姿。
☆印は新しい顔の中身があんこ以外の物または特別な材料で出来た物によって変身した姿。
●印は新しい顔の外側の材料がパン以外でかつ中身があんこ以外の物または特別な材料で出来た物によって変身した姿。
■印は新しい顔のその他の材量が通常とは異なる物によって変身した姿。
▲印は新しい顔は一旦普通で出来たがばいきんまんの邪魔で濡らして改めて焼いたもの又はかまど以外で焼いた物によって変身した姿。
△印は新しい顔は一旦普通で出来たがばいきんまんの邪魔されそうなため特殊なものを塗った物によって変身した姿。
◆印は新しい顔以外で変身した姿。
▼印は変装した姿。
元気100倍アンパンマン（げんきひゃくばいアンパンマン）○
アンパンマンがよくばいきんまんにやられていた頃は、ほぼ毎回登場していた変身。焼きたての新しい顔と取り換えたアンパンマンで、普段よりも格段に強い（例えばバイキン黒騎士は通常のアンパンマンには勝利したが、元気100倍アンパンマンには歯が立たず吹き飛ばされてしまった）。特に強力なのがアンパンチで、全身を輝かせて放った時は映画版の敵も退却される。
元気3倍アンパンマン（げんきさんばいアンパンマン）○
登場回 - 映画第11作目『勇気の花がひらくとき』、映画第20作目『妖精リンリンのひみつ』
勇気の花のジュースが入っていないアンパンマン。見た目は普通のアンパンマンだが、勇気の花のジュースを使っていないため、元気（勇気）が3倍しか出ず、とても怖がりで、気弱な性格になってしまう（映画「妖精リンリンのひみつ」では「勇気3倍」だったため、前作より少しだけ勇気を出していた）。
勇気100倍アンパンマン（ゆうききひゃくばいアンパンマン）○
登場回 - 映画第11作目『勇気の花がひらくとき』、映画第20作目『妖精リンリンのひみつ』
元気100倍よりもさらに強く、『勇気の花がひらくとき』では自ら宇宙へ舞い上がり再び地上に戻る時に発生する摩擦熱と高速飛行で威力が増大した必殺技「ロケットアンパンチ」を繰り出した。しかも通常のアンパンチもパワーアップしていて、『妖精リンリンのひみつ』ではバイキンメカ「ズダダンダン」を一撃で吹っ飛ばした。TV第63話「アンパンマンとクリスマスの谷」では、ナダレ谷で冷えてしまった顔をひのたまこぞうに温めてもらい、「これで勇気百倍だ！」と言った。
元気300倍アンパンマン（げんきさんびゃくばいアンパンマン）◆
初登場回 - TV第367話「アンパンマンとてつの星」
太陽の光を吸収し、パワーアップしたアンパンマン。掛け声は「サンサン太陽で、元気300倍！」。元気100倍では太刀打ちできなかったバイキンメカ『スーパーダダンダンモグリンスリー』を、ジャイアントスイングで宇宙に向かって投げ飛ばした。
アップルパイ・アンパンマン●
初登場回 - TV第866話B「ドキンちゃんとリンゴの国」
顔がアップルパイで作られたアンパンマン。「アップルパイアンパンチ」を繰り出すが、パワーが足りなかったため、あまり威力はない。
アメパンマン★
初登場回 - TV第392話A「あめトリオと夏祭り」
顔があんこ入りの飴で作られたアンパンマン。ただし、元気は10倍（いつもの10分の1）で、ばいきんまんに舐められた。
アンドーナツマン▲
初登場回 - TV第219話A「アンパンマンとフライぼうや」
川に落ちて濡れた顔をフライぼうやによって揚げて出来たアンパンマン。触れたものを加熱する「アンドーナツパンチ」を繰り出す。掛け声は「カラッと揚げたて！アンドーナツマン！」。
アンパイマン★
初登場回 - TV第274話B「アンパンマンと空飛ぶパイの国」
顔があんこパイで作られたアンパンマン。「アンパイマンパンチ」を繰り出す。
あんまんマン★
初登場回 - TV第162話A「ぶたまんまんとあんまんマン」
顔があんまんで出来たアンパンマン。言葉が中華風になる。「あんまんマンパンチ」や「あんまんマンキック」など、中国拳法のような技を繰り出す。
黄金アンパンマン（おうごんアンパンマン）★
初登場回 - TV第453話「ジャムおじさんと黄金のこむぎ」
顔が黄金の小麦で作られたアンパンマン。「黄金アンパンチ」を繰り出す。元気は200倍。
お月見アンパンマン（おつきみアンパンマン）★
初登場回 - TV第348話A「アンパンマンとすすきちゃん」
顔が月見団子で出来た白い顔のアンパンマン。顔に付いたうさぎの耳と髭が特徴で、『お月見パンチ』を繰り出す。マントが破けていても、ピョンピョンと高く飛び跳ねることができる。
おもちまん★
読売新聞日曜版に連載されていた『とべ!アンパンマン』で登場。顔が欠けたアンパンマンが、もちおばさんの餅でとりあえず復活したもの（外見は、後述の「大福まん」の鼻がないもの）。一応飛べるものの、ほとんど力は出せない。パン工場に帰った後に元に戻してもらった。
カッパアンパンマン◆
初登場回 - TV第170話B「ホラーマンとカッパのカピー」
河童の皿を頭に乗せて変身した全身が緑色のアンパンマン。水中でも平気。必殺技は、自ら渦を巻いて突進する「アンパンマンスピン」。掛け声は「水がはじける、元気もりもり、カッパアンパンマン！」
カレーアンパンマン☆
初登場回 - TV第8話B「アンパンマンとかいじゅうアンコラ」
中に激辛のカレーを入れたアンパンマン。見た目は普通のアンパンマンで、あんこを食い尽くそうとするアンコラを食い止めるために自身もろとも口の中に入り、辛い物が苦手なアンコラをびっくりさせて懲らしめた。本人は「それいけ!アンパンマン」と言いながら飛んでいた。
巨大アンパンマン（きょだいアンパンマン）◆
初登場回 - TV第13話A「アンパンマンとドキンちゃん」
ドキンちゃんの伸び縮み槍の大きい方で巨大化したアンパンマン。
クリアンパンマン●
初登場回 - TV第309話B「アンパンマンとマロンくん」
顔が栗の形で中に栗餡が入っているアンパンマン。顔の形が栗のようになり艶がある。『クリアンパンチ』を繰り出すほか、語尾に「クリ」を付けてしゃべる。掛け声は「勇気りんりん、栗アンパンマン!だクリ!」ばいきんまんと再戦する際には既に顔は交換されており、毬の中に入っていた。
クリームパンマン☆
声 - 山田栄子
初登場回 - TV第29話B「アンパンマンとクリームパンマン」
顔の中にカスタードクリームが入っているアンパンマン。原作版のような穏やかな表情と声色で、唯一声優ごと変更されるパターンである。アンパンマンほど強くはなく、それゆえばいきんまんにさえあっさり倒されてしまう。子供たちが作った公園のシーソーやサッカーゴールを使ってばいきんまんにひどいめに遭わされるが、かしわもちまんのあんこでアンパンマンに戻り、ばいきんまんを打ち倒した。
クリキントンアンパンマン☆
初登場回 - TV第208話A「アンパンマンとクリ・キン・トン」
顔の中にトンちゃんが作った栗きんとんで作られたアンパンマン。顔や体の色が栗きんとんのような黄色になる。ばいきんまんの放った毬栗をはじき返す力を持つ。味はジャムおじさんも絶賛するほどの美味。
クレヨンアンパンマン●
初登場回 - TV第1012話A「ドキンちゃんとクレヨンの国」
茶色クレヨンマンが描いたクレヨンアンパンマン号で作られたクレヨン調のアンパンマン。「クレヨンアンパンチ」を繰り出すが、あまり威力はなく、この時はしょくぱんまんとのダブルパンチでばいきんまんを撃退した。掛け声は「元気いっぱい、クレヨンアンパンマン!」。
黒砂糖アンパンマン（くろざとうアンパンマン）■
初登場回 - TV第1047話A「アンパンマンとちゅらおばあ」
砂糖の代わりにちゅらおばあが作った黒砂糖を使ったアンパンマン。パンチも通常と異なり、「サーターアンパンチ」だった。黒砂糖を使っているため顔は黒っぽい。掛け声は「元気いっぱい、黒砂糖アンパンマン!」。
コーヒーパンマン▲
初登場回 - TV第345話A「コーヒーパンマンとかいじゅうモカ」
ばいきんまんが放ったコーヒー湖のコーヒーで濡れた顔を、アンパンマン号のかまどで焼き直して出来た全身が茶色のアンパンマン。クールかつ渋い性格で、ことあるごとに歌舞伎役者のように見得を切るため、メロンパンナに「アンパンマン、変…。」と言われてしまった。「コーヒーパンチ」を繰り出す。掛け声は「元気100倍、ちょっと渋めのコーヒーパンマンとは僕のことだ!」。
笹団子アンパンマン（ささだんごアンパンマン）★
初登場回 - TV第888話B「ばいきんまんとささだんごちゃん」
ささだんごちゃんが作った笹団子で出来ているアンパンマン。顔は緑色で、笹が髪のように横に広がっているのが特徴。「笹団子アンパンチ」を繰り出す。掛け声は「パワー100倍、笹団子アンパンマン!」
ジャイアントアンパンマン○
初登場回 - TV第2話A「アンパンマンとばいきんまん」
アニメで最初に登場したアンパンマンの変身パターン。ばいきんまんの作った黒い雲に対抗するために大きな顔をつけたアンパンマン。ちょっとの攻撃ではびくともしない。あまりの顔の大きさで、出動の際にパン工場の屋根を壊してしまったが、ジャムおじさんは「また直せばいい」と許していた。このエピソードの原作である絵本版では体も巨大化している。かぜこんこんをやっつける際にも作られたが、かまどに入って煙突から通ると元のサイズの頭に戻った。リメイクの絵本では強風に飛ばされないようにと氷の国でも大きい顔のままだった。
シュガーアンパンマン●
初登場回 - TV第1317話B「シュガーランドと化石の魔王」
アンパンマン号が化石の魔王の攻撃によって使えなくなったため、シュガーランドの水飴を金平糖に加工してできたアンパンマン。顔の周りに虹色のオーラをまとっている。掛け声は「甘さ100倍、シュガーアンパンマン!」で、必殺技は「シュガーアンパンチ」。
素麺パンマン（そうめんパンマン）★
初登場回 - TV第343話B「アンパンマンとそうめんおしょう」
小麦粉の代わりに素麺の材料で顔を作ったアンパンマン。素麺パンチを繰り出す。顔は摩擦力がなく、ばいきんまんのハサミ攻撃が全く通用しなかった。
大福まん（だいふくまん）★
初登場回 - TV第264話A「アンパンマンともちおばさん」
餅の中にあんこを入れて作られた白い顔のアンパンマン。「大福パンチ」を繰り出す。
電気アンパンマン（でんきアンパンマン）◆
初登場回 - TV第247話A「アンパンマンとデンチくん」
電池沼で電気を帯びて光る顔を持つアンパンマン。「プラズマアンパンチ」が決め技。しかし、本人も少し眩しいらしい。
春巻きアンパンマン（はるまきアンパンマン）★
初登場回 - TV第458話B「アンパンマンとはるまきぼうや」
小麦粉が不足した為、はるまきぼうやの春巻きの皮であんこを包んで揚げた春巻きの顔のアンパンマン。パリッとした「春巻きアンパンチ」を武器として次々に打ち出す。掛け声は「パリッと元気100倍、春巻きアンパンマン!」。
ビー玉アンパンマン（ビーだまアンパンマン）◆
初登場回 - TV第410話A「アンパンマンとびいだまん」
びいだまんが出した液体によるダメージで、ビー玉になってしまった。その姿は完全に球体になり、体が消えているようだが、体育座りの状態で閉じ込められているらしい。何かとよくぶつかり、ビー玉になったびいだまんとぶつかり合ってパン工場へ向かって行った。バイキンビイダマンの液体は、「紫ビー玉アンパンマン」になる。
ホットアンパンマン（ホットサンドアンパンマン）▲
初登場回 - TV第718話A「アンパンマンとホットサンドちゃん」、TV第1515話A「ホラーマンとホットサンドちゃん」
ばいきんまんのバイキンメカで濡れた顔を、ホットサンドちゃんのホットサンドプレートで焼いた四角い形の顔のアンパンマン。ばいきんまんが乗ったバイキンメカの周りを高速でぐるぐると飛び回って加熱することでダメージを与えたり、必殺技「ホットアンパンチ（ホットサンドアンパンチ）」を繰り出すことができる。
ホットケーキアンパンマン★
初登場回 - TV第371話A「ホットケーキマンとシロップちゃん」
小麦粉がなかった為、顔がホットケーキの材料を代用して作られたアンパンマン。中に餡子がサンドされている。
ホワイトクリームパイマン●
初登場回 - TV第983話A「アンパンマンとホワイトクリーム姫」
ホワイトクリーム姫のクリームとパイの生地で作られた顔のアンパンマン。元気は70倍。「ホワイトクリームパンチ」を繰り出す。
マロンアンパンマン●
初登場回 - TV第1054話A「ジャムおじさんとマロン姫」
餡子が使えなくなった代わりにマロンクリームを代用して作られたアンパンマン。元気は60倍。繰り出す技は「マロンアンパンチ」。通常のパンチではバイキンUFOに太刀打ち出来なかったが、回転して繰り出すことで元気100倍の時と同様のパワーになり、バイキンUFOを破壊した。
水あめアンパンマン（みずあめアンパンマン）△
初登場回 - TV第878話A「クリームパンダとシュガーランド」
顔が汚れないようにシュガーランドの水飴で顔をコーティングしたアンパンマン。ゴロンゴロの吐き出す油も弾き返す。「水あめアンパンチ」や「水あめアンキック」を繰り出す。掛け声は「甘さ100倍、水あめアンパンマン!」。
蒸しアンパンマン（むしアンパンマン）▲
初登場回 - TV第874話A「アンパンマンとせいろくん」
ばいきんまんとドキンちゃんによってパン工場とアンパンマン号が使えなくなった為、代わりにせいろくんの蒸篭で顔を蒸して出来たアンパンマン。武器の「蒸しアンパンチ」は従来の技に加え熱気で相手を攻撃することが出来る。掛け声は「熱気100倍、蒸しアンパンマン!」
メレンゲアンパンマン★
初登場回 - TV第446話A「アンパンマンとメレンゲシスターズ」
あんこをメレンゲで包んだアンパンマン。メレンゲパワーで泡だれたメレンゲを飛ばしたり、「メレンゲアンパンチ」を繰り出したりして攻撃する。
モナカアンパンマン★
初登場回 - TV第366話B「アンパンマンともなかちゃん」
もなかちゃん兄弟の最中の皮で作った顔のアンパンマン。
赤ちゃんアンパンマン（あかちゃんアンパンマン）、ベビーアンパン◆
初登場回 - TV第164話B「ベビーアンパンと赤ちゃんばいきん」
あかちゃんスプレーを浴びる等によって赤ちゃんの姿になったアンパンマン。ただし、アンパンマン誕生時のベビー服姿とは異なり、普段の服装に近い。背中の小さなマントで同じように空を飛ぶことができる。大量の小麦粉袋を一度に持ち運ぶ等パワーは健在だが、ちょっとした風ですぐに飛ばされてしまう。あかちゃんまん以上に無邪気で好奇心旺盛だが、持ち前の正義感や働き者な所は変わらない。パン工場から遠く離れた風車小屋の風車が軋む音を察知するなど、感覚が非常に鋭くなっている。「～でちゅ」のように赤ちゃん口調で話し、オルゴールの音を聞くと眠ってしまう。
ばいきんまん◆
初登場回 - TV第221話B「アンパンマンとやさしいばいきんまん」
雷が直撃しばいきんまんと体が入れ替わってしまったアンパンマン（声は変わらない）。普段から子供をいじめてばかりいるばいきんまんの姿になったことで、ポン太やカバオくん達に一方的に除け者にされるなど散々な目に遭う。アンパンマンの体を手に入れたばいきんまんに立ち向かうもまるで歯が立たなかったが、再び雷に打たれたことで元の姿に戻った。
ニセばいきんまん▼
初登場回 - TV第54話A「アンパンマンとドン･キ･ホタテ」
ドン・キ・ホタテがばいきんまんを退治したい希望に答えて、ばいきんまんに変装したアンパンマン。顔の半分が露出している。シナリオ的にはわざとドン・キ・ホタテに負けるが、後に本物のばいきんまんに見られてしまい、正体がばれてしまった。
アンパンウーマン◆
初登場回 - TV第366話A「ドキンちゃんのバレンタインデー」
ばいきんまんのサカサマ花の粉末を浴びて女の子になったアンパンマン。クリームパンマン同様、アンパンマンほど強くなく、おまけに弱虫になってしまう。一人称は「あたし」で、女性口調になり、内股で歩くようになる。
なお、「アンパンウーマン」という名称は便宜上の仮称であり、正式な名称は公式にも設定されていない。
ダンボールパンマン▼
初登場回 - TV第359話A「アンパンマンとカッターくん」
ツリーアンパンマン▼
初登場回 - 2021年TVスペシャル「てつの星のアイアンクリスマス」
オルゴールアンパンマン▼
初登場回 - TV第話333A「アンパンマンとオルゴールマン」

町中でいたずらしたオルゴールマンに変装したばいきんまんを懲らしめるのとばいきんまんにつかまったオルゴールマンを救出させるためピエロに近い姿に変装した。リーナちゃんからばいきんまんにプレゼントで「人形のオルゴール」名目で同様の姿に変装したメロンパンナ（オルゴールメロンパンナ）ともにもらった。鼻の部分がオルゴールのスイッチになっていて「勇気りんりんのオルゴール」が流れて手に持っているピコピコハンマーでばいきんまんの頭を殴り、さらに人形が喋ったからばいきんまんから怪しまれ、メロンパンナとともに変装を外して正体を見せた。
忍者（にんじゃ）▼
初登場回 - TV第194話B「アンパンマンとほたる姫」
ほたる姫を含むほたる族をシャンデリア代わりに使ったばいきんまんをおびき寄せるため忍者の姿に変装した。マンとの下に赤色に光る懐中電灯を持つ。ばいきんまんたちを蛍と思わせるため追いかけるが、ばいきんまんが虫取り網で捕まえた後に変装を外して正体を見せ虫取り網を破壊して「アンパンチ」でばいきんまんたちを退散させた。この変装はほかのキャラクターを騙す目的のばいきんまんの変装の逆パターンと捉えることもできる。

## 映画版での強制変身・固め
主人公であることや独特の体質などから、強制変身や固めの頻度は比較的少ない。
第5作『恐竜ノッシーの大冒険』 固め（石）
第8作『空とぶ絵本とガラスの靴』 固め（ガラス）
第9作『虹のピラミッド』 変身（ピラミッド） - 「ピラミッドアンパンマン」と称する。
第11作『勇気の花がひらくとき』 変身（鉄球）
第12作『人魚姫のなみだ』 変身（ヒトデ） - 「ヒトデアンパンマン」と称する。
第13作『ゴミラの星』 変身（泥人形） - 「アンパンマンの泥人形」と称する。
第14作『ロールとローラ うきぐも城のひみつ』 固め（泥団子）
第16作『夢猫の国のニャニイ』 変身（ネコ） - 「ねこアンパンマン」と称する。
第17作『ハピーの大冒険』 変身（イモムシ） - 「アンパンいもむし」と称する。
第18作『いのちの星のドーリィ』 固め（カビにより腐敗、しかも顔を交換しても元に戻らず完全に死亡する）
第19作『シャボン玉のプルン』 変身（気味の悪いシャボン玉）
第23作『すくえ! ココリンと奇跡の星』 固め（顔がない状態）
第26作『りんごぼうやとみんなの願い』 変身（リンゴ）
第28作『おもちゃの星のナンダとルンダ』 変身（ぜんまい式玩具） - 「ゼンマイアンパンマン」と称する。
第29作『ブルブルの宝探し大冒険!』 変身（塔） - 「ルークアンパンマン」と称する。
第31作『きらめけ!アイスの国のバニラ姫』 変身（アイスクリーム）

## 担当声優
- 楠トシエ

アンパンマンの初の派生作品でもある『ミュージカル・メルヘン 怪傑あんぱんまん』で担当し、挿入歌の歌唱も担当した。
- 中村メイコ

NHK版のアニメで担当した。原作者のやなせによると企画が持ち上がっていたNHK版のテレビシリーズにおいても中村の続投が検討されていたため、もしそちらが実現していたら中村に役を取られていただろうと日本テレビ版の声優である戸田に明かしている。
- 戸田恵子

日本テレビ版のテレビアニメで担当している、現在最もポピュラーな担当声優である。日本テレビ版の第1回から出演するレギュラー陣は全員オーディションで選ばれたものの、アンパンマン役に関しては選考に難航したため、原作者のやなせに候補者のオーディション用テープを渡し、戸田を選定したというが、彼女自身はオーディションには参加していなかったため、彼女のみ事務所のボイスサンプルだったという。
- 山田栄子

## テーマソング、キャラクターソング
代表曲「アンパンマンのマーチ」はテレビアニメ『それいけ!アンパンマン』の主題歌でもあり、ほぼすべての『それいけ!アンパンマン』関連のアルバムに収録されている。「アンパンマンのマーチ」「アンパンマンたいそう」「ドレミファアンパンマン」「アンパンマン音頭'89」はドリーミングが、「なんのために飛ぶ」「ぼくらはヒーロー」「勇気のルンダ」「アンパンマン絵かきうた」は担当声優の戸田恵子が、「アンパンマン音頭'99」ではドリーミングと戸田の両者が歌唱に参加している。
- アンパンマンのマーチ
- アンパンマンたいそう
- ドレミファアンパンマン
- なんのために飛ぶ
- ぼくらはヒーロー

1996年（平成8年）7月31日リリース。歌はアンパンマン（声：戸田恵子）、カレーパンマン（声：柳沢三千代）、しょくぱんまん（声：島本須美）ほかが担当。「ほか」というのは、しょくぱんまんの独唱パートで入るドキンちゃん（声：鶴ひろみ）のこと。
- 勇気のルンダ
- アンパンマン絵かきうた
- アンパンマン音頭'89
- アンパンマン音頭'99 - ドリーミングと戸田に加え、めいけんチーズ（山寺宏一）、かまめしどん（山寺宏一）、マイクマン（藤井恒久）が参加
- 怪傑アンパンマン - テーマソングの一つ[72]
- すすめ！アンパンマン号

ドリーミングが歌った2011年（平成23年）11月23日リリース版の別バージョンとして、2016年（平成28年）12月20日にリリースされた「アンパンマンと仲間たち」バージョン。仲間たちの一人として合唱に加わっている。

## 人気
テレビアニメ『それいけ!アンパンマン』放送30周年特別企画として、アンパンマンシリーズのテレビアニメと映画 (cf. category) に登場した全キャラクターを対象とした人気投票「いちばん すきなの だあれ？」が2018年（平成30年）7月20日から8月20日まで行われた。結果は10月3日の「アンパンマンの日」に発表された。アンパンマンは第1位（3,713票）で、第2位（1,995票）のばいきんまんと大きな差が付いた。

## オブジェ
アンパンマンシリーズのキャラクターの姿を象ったオブジェは、日本各地にいくつか点在している。主人公だけあってアンパンマンのオブジェが数多い。香美市立やなせたかし記念館前に設置されている巨大な「たたかうアンパンマン像」（■画像あり）や、バンダイ本社ビル前に設置されているFRP人形（■画像あり）など、作品の製作および配給の関係者が設置したもののほかにも、原作者にゆかりある地域に設置されているものなどがある。作品の関係者以外が設置したもののうちで、記載するに値するような経済的もしくは規模的に大掛かりなものを以下に挙げる。
石造りのものに関しては、高知市のものを例外として、大半は同じ規格で作られている（2020年時点）。それらの各キャラクターは御影石でできており、標準的な大きさのものは、頭頂高 90センチメートル、全高 約1.2 - 1.4メートル。
- アンパンマン像

宮城県仙台市宮城野区二十人町301-5 アモローソ仙台駅東口前 と、同区榴岡2-1-2 に石像がある。
JR仙台駅東口ペデストリアンデッキから仙台アンパンマンこどもミュージアム&モール（2011年〈平成23年〉7月22日開業）まで伸びる約850メートルの歩道は、2017年（平成29年）8月3日付で「アンパンマンストリート」と命名されると共に、通り沿いには、駅に近いほうから順に、ばいきんまん、ドキンちゃん、メロンパンナ、アンパンマンの、計4体の石像が設置された。その後、2018年（平成30年）10月には仙台駅東口前にアンパンマン像が増設された。
- アンパンマン像・バイキンマン像 - 東京都足立区中川4-42（大谷田南公園内）に石像が所在[gm 3]。
- アンパンマン像・バイキンマン像 - 神奈川県平塚市八重咲町に石像が所在[gm 4]。
- アンパンマン像

兵庫県神戸市中央区東川崎町1-5-7に石像が所在。神戸ハーバーランドumieの南側の外郭道路（国道2号）は「神戸ハーバーランド線」とも「神戸ガス燈通り」とも呼ばれているが、神戸駅南口方面から神戸アンパンマンこどもミュージアム&モール（2013年〈平成25年〉4月19日開業）へ到るこの道路には、「神戸アン…&モール」の開業に伴って同年4月12日付で「アンパンマンストリート」の愛称が与えられた。アンパンマンやドキンちゃんの石像もこのストリートの命名と同じ時期（あるいは同時）に設置されている。
- アンパンマン像

高知県香美市香北町美良布1224-2（やなせたかし朴ノ木公園）に所在。
- アンパンマン像

高知県南国市駅前町3-2-24にある「やなせたかし・ごめん駅前公園」 内に石像がある。いくつか設置されている小像の一つ。石造りのベンチの端っこにパン工場のヒーロー達が座っているという造形シリーズのアンパンマンバージョンで、カレーパンマンやしょくぱんまんも同じように設置されている。
- アンパンマン像

高知県南国市後免町にある「やなせたかしロード」（後免町商店街）内、「ごめん・よってこ広場」（後免町2-3-1）の近く、後免町2-1-13 に石像が所在。すぐ近くにばいきんまん像 もあり、同じ商店街にはドキンちゃん像 などもある。石像は全部で7体を数えるが、これらは「やなせたかしロード」の命名に合わせて2009年（平成21年）に設置された。
- アンパンマン像

高知県高知市はりまや町1-1に所在。やはり石像であるが、他とは造形が異なるうえに、ジャムおじさんの小さな像が脇に建っている。このように、高知市の中央街にはアンパンマンシリーズのキャラクター像が数多く設置されている。この地域では標準サイズの像の横か斜め前方に小像を配置している例が多く、様々な組み合わせがある。はりまや町1-1にあるアンパンマン像は、脇に播磨屋橋がある「はりまや交差点」から高知駅南口へ到る「はりまや通り」の要所にばいきんまん像（ドキンちゃんの小像付き） と対になった形で設置されている。

## イメージキャラクター、コラボレーション等

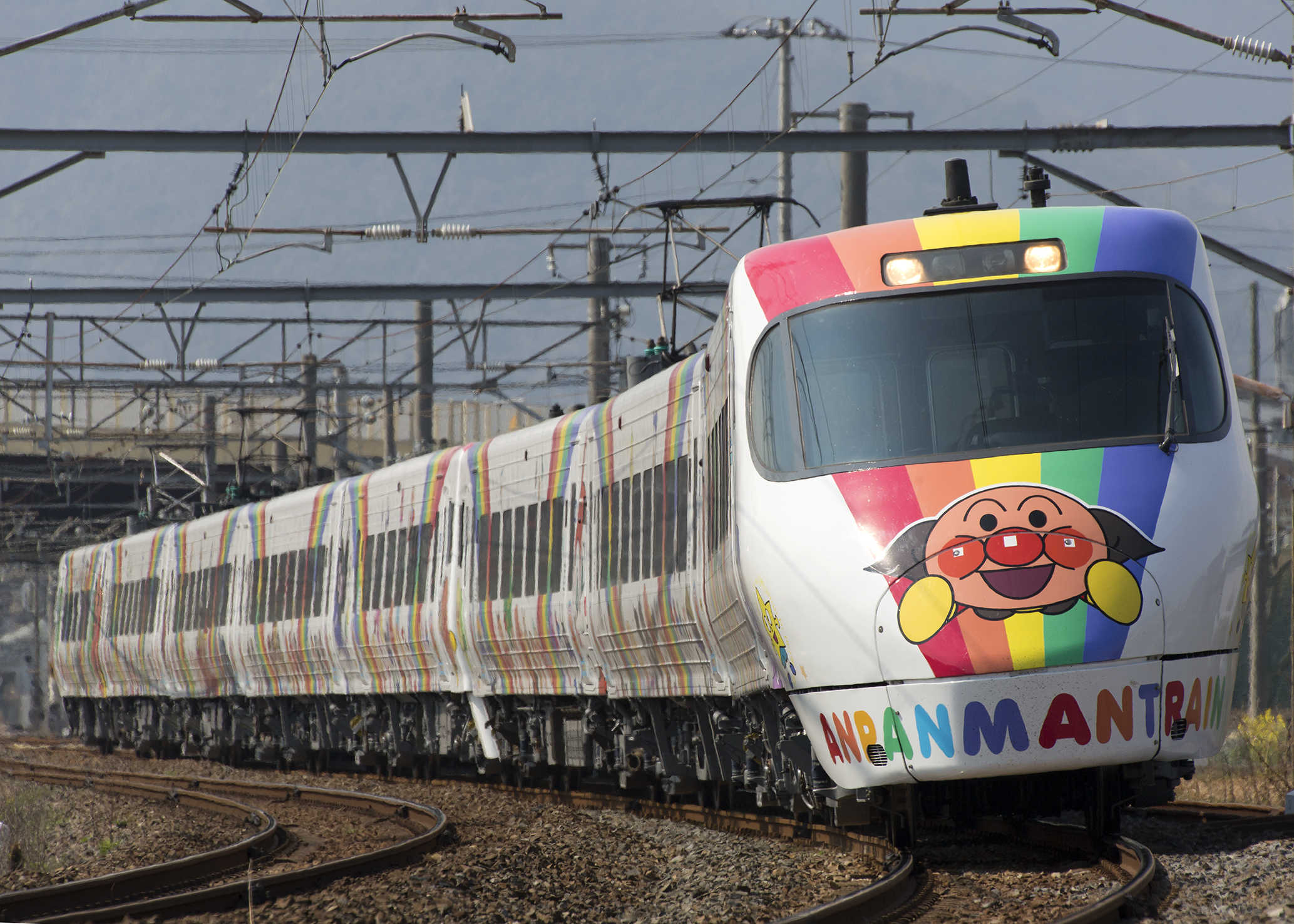
JR四国8000系特急形「アンパンマン列車」/ 先頭車両には空飛ぶアンパンマンがデザインされている。虹の帯は本作アニメ版のオープニングアニメーションのイメージに倣っている。

## その他のエピソード
- 主人公だけあって、映画『おむすびまん』を除く全ての作品に登場するが、アニメでは出番が僅少である作品がばいきんまんより比較的多い。また、顔を分け与える描写も毎回ではない。
- 本編とはパラレルワールドである、西部劇調のストーリーである映画『カレーパンマンとSLマン』『やきそばパンマンとブラックサボテンマン』では、「アンパンマン騎兵隊」の隊長（ジャムおじさん、バタコさんなどが隊員）を務め、主役（カレーパンマン・やきそばパンマン）のピンチを救う。
- 漫画家のクロスオーバー作品『超こち亀』（2006年〈平成18年〉刊行）にやなせたかしが提供した漫画では、ばいきんまん・ドキンちゃんと共に、両津勘吉と共演した。自分をさしおいてバイキンメカに「両さんパンチ」を喰らわせる両津に、「僕のテリトリーに勝手に入られても困るんですけど」と困惑していた。
- 主に素手で戦うアンパンマンだが、その場で武器や道具を利用して撃退することもある。くすぐりに弱いため、ばいきんまんに攻められることがある。
- テレビアニメ第8話Aパート「アンパンマンとたんこぶまん」や絵本『アンパンマンとみえないまん』において、アンパンマンのたんこぶが「たんこぶまん」[66]となり、集団で飛んでいって敵に体当たりして懲らしめることがあった。登場回数は少なく、近年では全く登場しない。また瘤ができても必ず登場するわけではない。
- ほかのキャラクター同様に疑うことをしないアンパンマンだが、ばいきんまんが悪事をしていることがわかったときには「君の仕業だったのか」と驚くこともあれば「やっぱり」と言って予想していたこともある。また一度だけ、おかしな風邪が流行していたときには、かぜこんこんが約束を破って冷たい風を浴びせたと思い込み、かぜこんこんの話を聞かないこともあった。しかしその後、かぜこんこんを疑ったことを後悔しきちんと謝罪しようとした。
- やなせは「アンパンマンは太陽のような存在」として、アンパンマンワールドのキャラクターの中で一番好きなキャラクターであると発言している[87][注 29]。
- 2018年（平成30年）に『それいけ!アンパンマン』放送30周年特別企画として実施されたキャラクター人気投票「いちばん すきなの だあれ？」では、3713票を獲得し、第1位となった（第2位は1995票を獲得したばいきんまん）[74]。